# جان جورج (بازیگر)
جان جورج ((به عربی: جون جورج)، (به انگلیسی: John George)، در زمان تولد (به انگلیسی: Tufei Fatella)؛ ۲۰ ژانویهٔ ۱۸۹۸ – ۲۵ اوت ۱۹۶۸) هنرپیشه متولد سوریه عثمانی بود.

## اوایل زندگی
جورج در حلب سوریه به دنیا آمد. او در حدود سال ۱۹۱۱ به ایالات متحده مهاجرت کرد و به جستجوی مادر و خواهرانش که به نظر می‌رسد در منطقه نشویل، تنسی، ساکن شده‌ بودند، پرداخت.

## فیلم‌شناسی
از فیلم‌ها یا برنامه‌های تلویزیونی که وی در آن نقش داشته‌است می‌توان به شرق بهشت، مردی که می‌خندد، و شاهزاده و گدا اشاره کرد.